# جیوتیکا
جیوتیکا (انگلیسی: Jyothika؛ زادهٔ ۱۸ اکتبر ۱۹۷۸) یک هنرپیشه اهل هند است. وی از سال ۱۹۹۸ میلادی تاکنون مشغول فعالیت بوده‌است.
از فیلم‌ها یا برنامه‌های تلویزیونی که وی در آن نقش داشته‌است می‌توان به ۱۲۳، برابر ماه زیبا، سوپر، شوک، در سن ۳۶ سالگی، ۱۲بی، برای ازدواج آماده شوید، زنگ‌های عروسی، برای محافظت، مرد خوش‌تیپ، عشق گذشته، تنالی، موسیقی راک، دوست، شیطان، آسمان سرخ زرشکی و سریکانت اشاره کرد.